# Янайкатчай Мантаран Черал Ірумпорай
Янайкатчай Мантаран Черал Ірумпорай — південноіндійський правитель з династії Чера. Був войовничим правителем.